# 朗布吕赞和伯努瓦特沃
朗布吕赞和伯努瓦特沃（法語：Rambluzin-et-Benoite-Vaux，法語發音：[ʁɑ̃blyzɛ̃ e bənwat vo]）是法国默兹省的一个市镇，位于该省中部，属于凡尔登区。

## 地理
朗布吕赞和伯努瓦特沃（48°59'51"N, 5°20'7"E）面积18.42 平方千米，位于法国大東部大區默兹省，该省份为法国西北部内陆省份，北与比利时接壤，西接马恩省和阿登省，南至上马恩省和孚日省，东临默尔特-摩泽尔省。
与朗布吕赞和伯努瓦特沃接壤的市镇（或旧市镇、城区）包括：库鲁夫尔、埃普、莱特鲁瓦多迈讷、凡尔登地区讷维尔、雷库尔勒克勒、苏伊、蒂永布瓦、默兹河畔蒂伊。

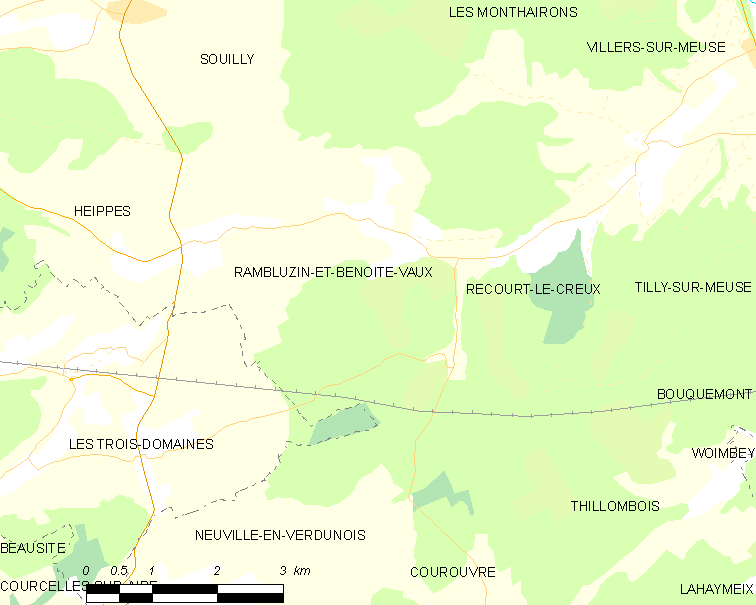
朗布吕赞和伯努瓦特沃的OSM定位图

朗布吕赞和伯努瓦特沃的时区为UTC+01:00、UTC+02:00（夏令时）。

## 行政
朗布吕赞和伯努瓦特沃的邮政编码为55220，INSEE市镇编码为55411。

## 政治
朗布吕赞和伯努瓦特沃所属的省级选区为默兹河畔迪约县。

## 人口

1962-2008年间朗布吕赞和伯努瓦特沃人口变化图示

朗布吕赞和伯努瓦特沃于2022年1月1日时的人口数量为86人。

## 交通
默兹省省道D124线经过镇中心，省道D173线、D177线和D201线在南侧境内交汇。
法国高速铁路东线经过境内但没有设站。